# Finola Hughes
Finola Hughes (London, 29. listopada 1959.), britanska glumica.
Nijedna kombinacija u showbusinessu nije važnija od ljepote i talenta, a Finola pokazuje kako ima i jedno i drugo. U američkome debiju "Staying Alive" glumila je prelijepu nadarenu plesačicu, a glumački talent dokazala je u sapunici "General Hospital", kao i u serijama "Jack's Place", "Blossom" i "Pacific Palisades". 
Rođena je u Londonu gdje je sedam godina trenirala balet. Uz sudjelovanje u nekoliko televizijskih projekata, baletni je nastup imala sa samo 11 godina. Početkom osamdesetih nekoliko je sezona nastupala u poznatim mjuziklima "Cats" i "Song and Dance", koji su joj osigurali ulogu u filmu "Staying Alive" s Johnom Travoltom. Nakon toga vraća se u London, gdje godinu dana glumi u seriji "The Hot Shoe Show". Uslijedile su mini serije "Master of Ballantrae", "Grace Kennedy",....